# Шахта (Пермский край)
Шахта "Северная" (№6 "Капитальная") — посёлок (в 1944—2009 — посёлок городского типа) в Пермском крае России. Входит в Кизеловский городской округ.

## География
Расположен к северу от города Кизел, в 6 км к северу от железнодорожной станции г. Кизела.

## История
Основан в 1939 году в связи с началом добычи каменного угля.
5 января 1944 года получил статус посёлка городского типа (рабочего посёлка).
В 1950-е годы шахта №6 «Капитальная» считалась высокомеханизированным и производительным предприятием. Под землей располагался настоящий «подземный город». Глубина отработки составляла порядка 800 метров, а площадь шахтного поля — более 3 км2. Проектная годовая производительность шахты закладывалась более 2,5 млн. тонн угля.
В 1954 году к шахте №6 «Капитальная» была присоединена шахта «Владимирская №1», а в 1962 году — от шахты им. Володарского была передана шахта им. Демьяна Бедного.
В январе 1970 года шахта №6 «Капитальная» была переименована в шахту «Северная».
В 1990-е годы производительность шахты упала до 350 тысяч тонн угля в год. В связи с реструктуризацией и ликвидацией убыточных шахт Кизеловского угольного бассейна, шахта «Северная» была закрыта в 1998 году.
В 2009 году рабочий посёлок был преобразован в сельский населённый пункт (посёлок).
С декабря 2004 года до апреля 2018 года посёлок был центром Шахтинского сельского поселения Кизеловского муниципального района.
В 2019 году жителей посёлка переселили в Кизел.
В настоящее время 90% сооружений в посёлке снесены, жителей остались единицы.

## Население
| 1959   | 1970  | 1979  | 1989  | 2002  | 2005  | 2006  |
| ------ | ----- | ----- | ----- | ----- | ----- | ----- |
| 12 900 | ↘8527 | ↘6310 | ↘5339 | ↘2837 | ↘2800 | ↘2700 |
| 2007   | 2009  | 2010  | 2012  | 2013  | 2014  | 2015  |
| →2700  | ↘2642 | ↘1109 | ↘1060 | ↘1031 | ↘1012 | ↘995  |
| 2016   | 2017  | 2018  |       |       |       |       |
| ↘958   | ↘924  | ↘878  |       |       |       |       |